# Tenghiz Abuladze
Tenghiz Abuladze (n. 31 ianuarie 1924, Kutaisi, Republica Sovietică Federală Socialistă Transcaucaziană, URSS – d. 6 martie 1994, Tbilisi, Georgia) a fost un regizor georgian de film, autor al trilogiei cinematografice antitotalitariste Ruga, Copacul dorințelor și Căința.

## Filmografie
- 1953 Chveni sasakhle (documentar)
- 1954 Qartuli tsekvis sakhelmtsipo ansambli
- 1955 Dimitriy Arakishvili (documentar)
- 1956 Magdanas lurja
- 1958 Skhvisi shvilebi - Copiii altora[10]
- 1962 Eu, bunica, Iliko și Ilarion[11]
- 1965 Svanur-Tushuri chanakhatebi (documentar)
- 1967 Vedreba - Ruga[12]
- 1971 Samkauli satrposatvis - Colier pentru iubita mea[13]
- 1972 Muzeumi gia tsis qvesh (documentar TV)
- 1976 Natvris khe (Copacul dorințelor)
- 1984 Căința (Покаяние)
- 1989 Khadzhi Murat